# Latina Calcio 1932
Maillots
Actualités
Le Latina Calcio 1932 est un club de football italien basé à Latina, fondé en 1945.

## Historique
Le Latina termine 3e de la Serie B 2013-2014 et se qualifie pour la finale, perdue contre le Cesena, pour accéder à la Serie A.
- En 2011-2012, l'Unione Sportiva Latina évolue en 3e division.
- En 2013-2014, l'Unione Sportiva Latina évolue en 2e division.

## Palmarès
| Compétitions nationales | Compétitions régionales                                                                                 |
| - Lega Pro Seconda Divisione (D4) : - Champion (1) : 2011 (gr. C). - Serie D (D4) : - Champion (3) : 1969 (gr. F), 1973 (gr. F), 1977 (gr. F). - Promozione Interregionale (D4) : - Champion (1) : 1949 (Lega Interregionale Centro gr. I). - Campionato Interregionale (D5) : - Champion (1) : 1986 (gr. G). - Coppa Italia Lega Pro : - Vainqueur (1) : 2013. | - Prima Divisione (D5) : - Champion (1) : 1965 (gr. B). - Prima Divisione (D6) : - Champion (1) : 1957. |

## Identité du club

### Changements de nom
- 1945-1947 : Virtus Latina
- 1947-1950 : Associazione Sportiva La Pontina Latina
- 1950-1960 : Associazione Sportiva Latina
- 1960-1963 : Associazione Sportiva Kalorgas Latina
- 1963-1976 : Unione Calcio Latina
- 1976-1979 : Latina Football Club
- 1979-1984 : Latina Football Club Polisportiva
- 1984-1986 : Unione Sportiva Latina
- 1986-1996 : Associazione Sportiva Latina 1932
- 1996-2006 : Associazione Sportiva Latina 1996
- 2006-2009 : Football Club Latina / Virtus Latina[1]
- 2009-2017 : Unione Sportiva Latina Calcio
- 2017- : Latina Calcio 1932

### Logo

Évolution du logo
Logo de 2009 à 2010
Logo de 2010 à 2014
Logo de 2014 à 2017
Logo de 2017 à 2024
Logo depuis 2024

## Joueurs et personnalités du club

### Entraîneurs
- 1994-1995  Andrea Agostinelli

### Joueurs emblématiques
- Andrea Carnevale
- Jonathas
- Abdelkader Ghezzal